# گومپرتسهاوزن
گومپرتسهاوزن (به آلمانی: Gompertshausen) یک شهر در آلمان است که در Hildburghausen واقع شده‌است. گومپرتسهاوزن ۵۷۱ نفر جمعیت دارد.